# Episodi di The Paradise (seconda stagione)
La seconda e ultima stagione della serie televisiva britannica The Paradise è stata trasmessa in prima visione su BBC One dal 20 ottobre all'8 dicembre 2013.
In Italia è stata trasmessa in prima visione su Mya dal 20 settembre all'11 ottobre 2014, e in chiaro su La EFFE dal 9 novembre al 28 dicembre 2014.
| nº | Titolo originale | Titolo italiano | Prima TV UK      | Prima TV Italia   |
| -- | ---------------- | --------------- | ---------------- | ----------------- |
| 1  | Episode 1        | Episodio 1      | 20 ottobre 2013  | 20 settembre 2014 |
| 2  | Episode 2        | Episodio 2      | 27 ottobre 2013  | 20 settembre 2014 |
| 3  | Episode 3        | Episodio 3      | 3 novembre 2013  | 27 settembre 2014 |
| 4  | Episode 4        | Episodio 4      | 10 novembre 2013 | 27 settembre 2014 |
| 5  | Episode 5        | Episodio 5      | 17 novembre 2013 | 4 ottobre 2014    |
| 6  | Episode 6        | Episodio 6      | 24 novembre 2013 | 4 ottobre 2014    |
| 7  | Episode 7        | Episodio 7      | 1º dicembre 2013 | 11 ottobre 2014   |
| 8  | Episode 8        | Episodio 8      | 8 dicembre 2013  | 11 ottobre 2014   |

## Episodio 1
- Titolo originale: Episode 1
- Diretto da: David Drury
- Scritto da: Bill Gallagher

### Trama
Il Paradise si trova in difficoltà: Lord Glendenning si appresta a venderlo al balbuziente Fenton, mentre un incidente di natura dolosa rovina i preziosi abiti che Moray invia in Inghilterra dal suo esilio parigino. L'improvvisa morte del banchiere mette il destino del negozio nelle mani di sua figlia Katherine, che ha annullato il matrimonio con Moray per sposarsi con il militare Tom Weston. La nobildonna richiama John e gli riaffida la gestione del Paradise, spronandolo a convincere il marito a non proseguire nelle trattative per la cessione.
- Ascolti UK: telespettatori 6 040 000[6].

## Episodio 2
- Titolo originale: Episode 2
- Diretto da: David Drury
- Scritto da: Bill Gallagher

### Trama
Da Parigi arriva Clemence Romanis, una seducente imprenditrice che incarna i valori del femminismo. Le sue idee e il suo fascino creano scompiglio nel Paradise: Miss Audrey - che sta per sposarsi con Edmund - entra in crisi all'idea di dover abbandonare il proprio lavoro, come le convenzioni sociali prevedono; Tom Weston si incaponisce nel cercare di conquistare la francese, mettendo a repentaglio un contratto per la fornitura di fuochi d'artificio. Nel frattempo una sera un carro riporta al Paradise un malridotto Jonas.
- Ascolti UK: telespettatori 5 440 000[6].

## Episodio 3
- Titolo originale: Episode 3
- Diretto da: David Drury
- Scritto da: Gaby Chiappe

### Trama
Clara e Denise si contendono il posto di Miss Audrey in una sfida influenzata dalle trame dei coniugi Weston. John cerca di convincere la sua amata a rinunciare all'agognato ruolo di responsabile del reparto donna temendo che possa diventare un bersaglio per Katherine. Il malcontento si diffonde tra i dipendenti quando Tom Weston impedisce loro di partecipare ad un varietà.
- Ascolti UK: telespettatori 5 500 000[6].

## Episodio 4
- Titolo originale: Episode 4
- Diretto da: Kenny Glenaan
- Scritto da: Bill Gallagher

### Trama
Divenuta responsabile del reparto donna, Denise incontra molte difficoltà nel convincere John a realizzare una delle sue idee, nonché a gestire il personale mantenendo l'autorità del suo ruolo. Quando Tom Weston gli annuncia i suoi progetti sull'espansione del Paradise, Morey teme che il valore del negozio aumenti a tal punto da renderne impossibile il riacquisto. Stringe quindi un patto con Fenton per una futura comproprietà del grande magazzino e prova a separare Katherine da suo marito usando il proprio fascino. Intanto una vagabonda si aggira per la strada, alla ricerca di un'occasione per riconciliarsi con la figlia Susy.
- Ascolti UK: telespettatori 5 500 000[6].

## Episodio 5
- Titolo originale: Episode 5
- Diretto da: David Drury
- Scritto da: Bill Gallagher

### Trama
Denise introduce nel suo reparto un sistema di decisione democratico, incoraggiando le commesse a fare proposte da mettere poi ai voti. Tom Weston sprona la cuoca Myrtle ad esaltare il nuovo settore dedicato ai dolci e affianca la Lovett ad ogni responsabile di reparto affinché trasmetta le proprie idee innovative. La continua ascesa di Denise viene vissuta con preoccupazione da Moray, spaventato dal fatto che la ragazza possa accontentarsi di restare una dipendente di Weston. John propone a Katherine di esporre il prezioso orologio di suo padre al Paradise. Dopo una prima opposizione la donna accetta, ma prega l'ex fidanzato di non far sapere a Tom che gli sarebbe spettata la proprietà dell'oggetto. Il relativo reparto viene affidato alle abili doti affabulatorie di Sam, che subisce il fascino magnetico dell'orologio.
- Ascolti UK: telespettatori 5 030 000[6].

## Episodio 6
- Titolo originale: Episode 6
- Diretto da: Bill Gallagher
- Scritto da: Bill Gallagher

### Trama
Le donne del Paradise diventano le migliori amiche di Lucille Ballentine, un'ex infermiera sposata ad un ricco produttore di birra che non riesce proprio a tagliare i ponti con la sua classe sociale di origine. Il marito intanto si mostra interessato ad investire nel negozio a fianco di Moray e chiede a Denise di presentargli la situazione economica del grande magazzino. Nel frattempo i rapporti tra i coniugi Weston si sono raggelati dopo che Jonas ha svelato a Tom il segreto dell'orologio di Lord Glendenning, spingendo Katherine verso un riavvicinamento con John. Per trovare acquirenti interessati a comprarlo, Edmund dà nuovo lustro all'esterno del suo locale, ma durante i lavori viene tormentato dai rimorsi, faticando a rinunciare a quello che è stato un pezzo della sua vita.
- Ascolti UK: telespettatori 5 520 000[6].

## Episodio 7
- Titolo originale: Episode 7
- Diretto da: David Drury
- Scritto da: Ben Harris

### Trama
Weston ingaggia il fotografo Christian Cartwright per immortalare la sua famiglia e i dipendenti del Paradise e invita Denise a sviluppare nuove idee per attirare clienti sfruttando il fascino della fotografia. Il rapporto tra la ragazza e Morey resta gelido dopo la scoperta della sua ultima visita a casa Weston e mentre le brillanti trovate della Lovett si susseguono con successo, John non riesce più a prendere una decisione giusta; neppure per Katherine le cose vanno meglio: dopo aver saputo da Fenton i dettagli del suo piano, Tom la costringe in una posizione sempre più subordinata. Mentre Cartwright resta affascinato da Clara e dal suo rifiuto a farsi immortalare, un romanzo del mistero a puntate appassiona molti dipendenti del negozio.
- Ascolti UK: telespettatori 5 080 000[6].

## Episodio 8
- Titolo originale: Episode 8
- Diretto da: David Drury
- Scritto da: Gaby Chiappe

### Trama
Clemence torna al Paradise, portando con sé nuove mode da Parigi, come i dadi da gioco e un morbido trucco rosso normalmente associato alle prostitute. La donna, che sfida Denise a proporlo alle sue clienti, critica la nuova rottura della ragazza con Morey. Poco dopo il suo arrivo un uomo muore nel negozio. Nelle sue tasche vengono trovati parecchi soldi, mentre la fattura dei suoi abiti e i tatuaggi sul suo corpo indicano una provenienza francese. Clemence torna al centro delle mire di Tom Weston.
- Ascolti UK: telespettatori 5 070 000[6].